# Station Châteaubourg
Station Châteaubourg is een spoorwegstation in de Franse gemeente Châteaubourg. Het wordt bediend door treinen van het netwerk TER Bretagne op het traject Rennes - Vitré en soms verder naar Laval.